# Pstrogłów niebieskolicy
Pstrogłów niebieskolicy (Psilopogon asiaticus) – gatunek małego ptaka z podrodziny pstrogłowów (Megalaiminae) w rodzinie tukanowatych (Ramphastidae). Występuje w północnej części Azji Południowo-Wschodniej, w Nepalu i północnych Indiach. Nie jest zagrożony wyginięciem.

## Systematyka
Po raz pierwszy zgodnie z zasadami nazewnictwa binominalnego gatunek ten opisał w 1790 roku brytyjski ornitolog i przyrodnik John Latham. Autor nadał gatunkowi nazwę Trogon asiaticus, przyporządkował go do rodzaju Trogon, a jako miejsce typowe wskazał Indie. Później gatunek został przeniesiony do rodzaju Psilopogon.
Jest blisko spokrewniony z pstrogłowem tajlandzkim (Psilopogon chersonesus) i pstrogłowem indochińskim (Psilopogon annamensis).

### Podział systematyczny
W ujęciu systematycznym przyjętym przez Międzynarodowy Komitet Ornitologiczny, autorów Birds of the World i na liście ptaków świata opracowywanej przy współpracy autorów Handbook of the Birds of the World z BirdLife International (wykorzystywanej w Czerwonej księdze gatunków zagrożonych Międzynarodowej Unii Ochrony Przyrody (IUCN)), wyróżnia się dwa podgatunki:
- P. a. asiaticus (Latham, 1790)
- P. a. davisoni (Hume, 1877)

### Etymologia nazwy naukowej
- Psilopogon: gr. ψιλος psilos „prosty, nieczęsty”; πωγων pōgōn, πωγωνος pōgōnos „broda”[9].
- asiaticus: łac. Asiaticus „azjatycki”, od gr. Ασιατικος Asiatikos „azjatycki”, od Ασια Asia „Azja”[10].

## Morfologia
Ma w większości zielone upierzenie. Czoło i czubek głowy jest czerwony, z czarną linią, która biegnie nad oczami, po bokach, do tylnej części głowy. Z nasady dzioba wyrastają pióra nitkowate, narządy czucia. Dziób jest krótki i zakrzywiony, jego górna część jest czarna, a dolna jest zielonkawa. Oko jest czerwono-brązowe lub pomarańczowe. Większa część boków głowy jest niebieska, ten kolor występuje również na gardle, po bokach którego znajdują się dwie czerwone kropki. Górna część ciała, ogon i skrzydła są zielone. Dolna część ciała jest żółto-zielona. Skok i stopy są szare. Kolor upierzenia młodych osobników jest mniej wyrazisty.
Obecne jest 10 lotek pierwszego rzędu, 12 lotek drugiego rzędu i 10 sterówek. 
Długość ciała wynosi 19–22 cm, masa ciała 61–100 g.

## Występowanie
Pstrogłów niebieskolicy zamieszkuje lasy liściaste, deszczowe, łęgowe, wtórne, regle, sady, ogrody i miasta, w których są obecne drzewa z owocami. Zamieszkuje również obrzeża lasów. Najczęściej spotykany w koronach drzew, ale czasami schodzi na niższe warstwy lasu.
Występuje w północno-wschodnim Pakistanie, na terenie Kaszmiru, w Indiach, w stanie Himachal Pradesh, Pendżab, Bengal Zachodni, Uttarakhand, Sikkim i w regionie Arunachal Pradesh. Jego zasięg obejmuje również tereny Nepalu, Bangladeszu, Bhutanu, Mjanmy, Wietnamu, południowo-zachodnich Chin i Tajlandii, centralnego Laosu. W Pakistanie zamieszkuje obszary położone na wysokości 450–1700 m n.p.m., w Indiach 150–2000 m n.p.m., w Tajlandii, Wietnamie i Laosie 600–1800 m, w Nepalu 250–1550 m, w Chinach 1000–2000 m, a w Mjanmie 610–2000 m. Osobniki występujące na dużych wysokościach, po zakończeniu okresu lęgowego przemieszczają się na niższe wysokości.
Poszczególne podgatunki zamieszkują:
- P. a. asiaticus – północno-wschodni Pakistan do zachodniej i północnej Mjanmy oraz południowo-zachodniego Junnanu (Chiny)
- P. a. davisoni – południowo-wschodnia Mjanma do południowo-wschodniego Junnanu i północnych Indochin

## Pożywienie

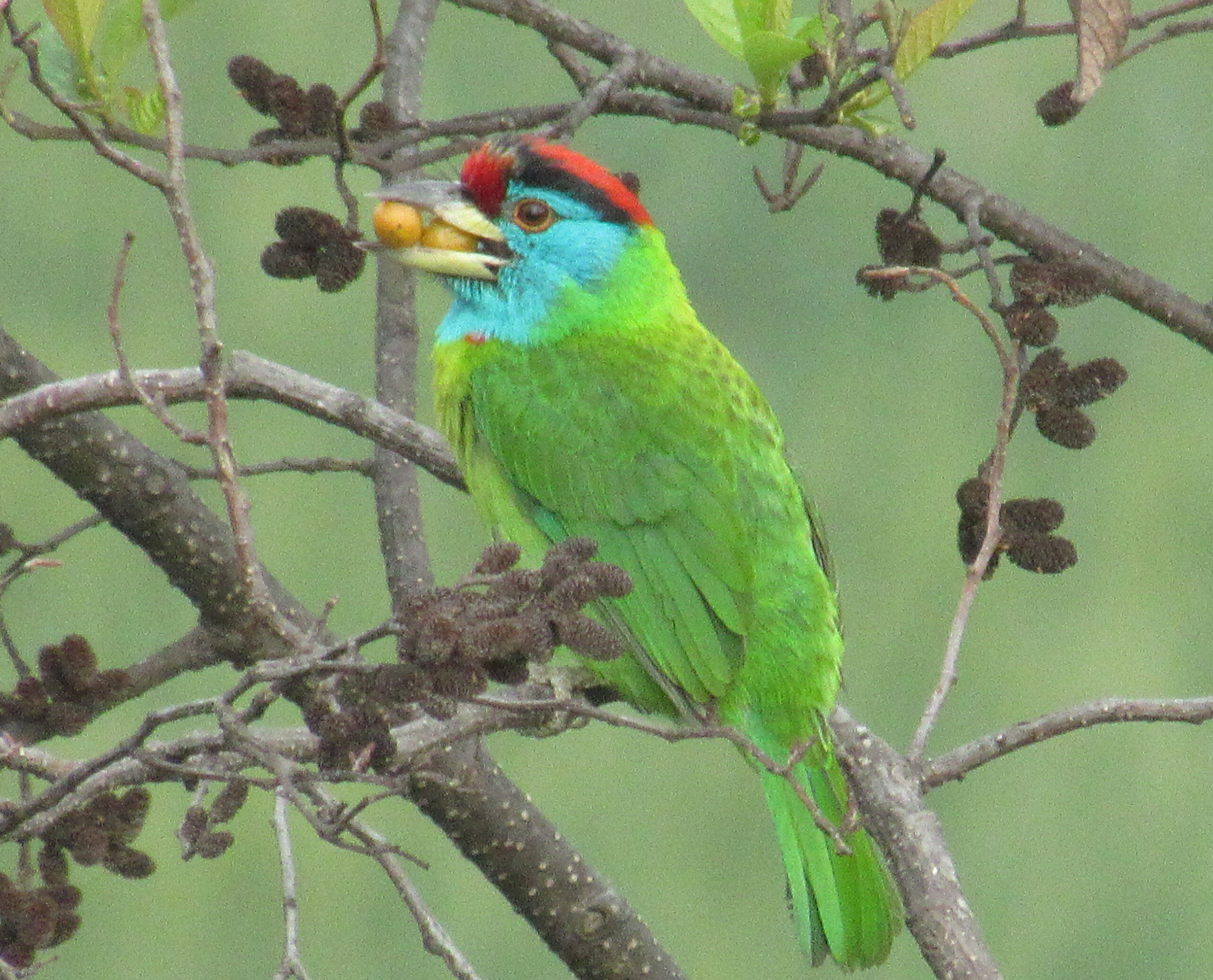
Ptak z pożywieniem w dziobie

Żywi się głównie owocami drzew takich jak: figowiec groniasty (Ficus racemosa), Ilex umbellulata, Dillenia aurea, wiązowiec południowy (Celtis australis), figowiec pagodowy (Ficus religiosa), Ficus drupacea, Magnolia hodgsonii, Sterculia villosa. Na dietę składają się również kwiaty: Butea monosperma, Pistacia integerrima, erytryna zmienna (Erythrina variegata). Żywi się również larwami, owadami, modliszkami i świerszczami.
Pstrogłów niebieskolicy poszukuje pożywienia zazwyczaj w koronach drzew, czasami schodzi na niższe warstwy lasu, aby pożywić się jagodami lub owocami. Zjada je, odrywając od nich kawałki, gdy jeszcze są na drzewie, lub zrywa owoce w całości za pomocą dużego dzioba. Gdy upoluje duże zwierzę (np. modliszkę), uderza je o konar drzewa przed zjedzeniem. W badaniu przeprowadzonym na ptakach z Ogrodu Botanicznego Xishuangbanna, 7 z 9 młodych ptaków preferowało czerwone i czarne owoce, niż owoce innego koloru. Na początku badania, wśród dziko złapanych osobników, dużym zainteresowaniem cieszyły się również niebieskie owoce.

## Tryb życia i zachowanie
Większość czasu spędza w koronach drzew. Jest prawdopodobnie terytorialny, do obrony terytorium służą wokalizacje. Lot jest głośny, falisty, kilka uderzeń skrzydłami występuje przed krótkim lotem ślizgowym. Pasożyty takie jak: Myrsidea insolita, Colpocephalum fregili, niektóre gatunki z rodzaju Haemoproteus i Dispharynx nasuta są znane z gatunku pstrogłowa niebieskolicego.

### Głos
Głos pstrogłowa niebieskolicego jest powszechny na obszarze jego występowania, jest głośny. Śpiew składa się z 3 lub 4 nut, powtarzanych 90–105 razy na minutę. Maksymalna częstotliwość wynosi zazwyczaj 1,2–1,3 kHz, w obecności czwartej nuty, wynosi ona 0,7–0,8 kHz. Głos jest zapisywany jako took-a-rrook, pu-ku-ruk, kut-ru-uk, gdy obecna jest czwarta nuta – p-po-toh-kup lub pu-kd-a-rru. Śpiew kończy się zazwyczaj krótkim trelem kur-rr-rr, jednak może on czasami poprzedzać śpiew. Głos różni się nieznacznie w zależności od miejsca występowania osobnika. Śpiew występuje szczególnie w okresie godowym, ale można go usłyszeć w każdej porze roku. Dźwięki są wydawane ok. godziny po wschodzie słońca i często w ciągu dnia.

## Rozród

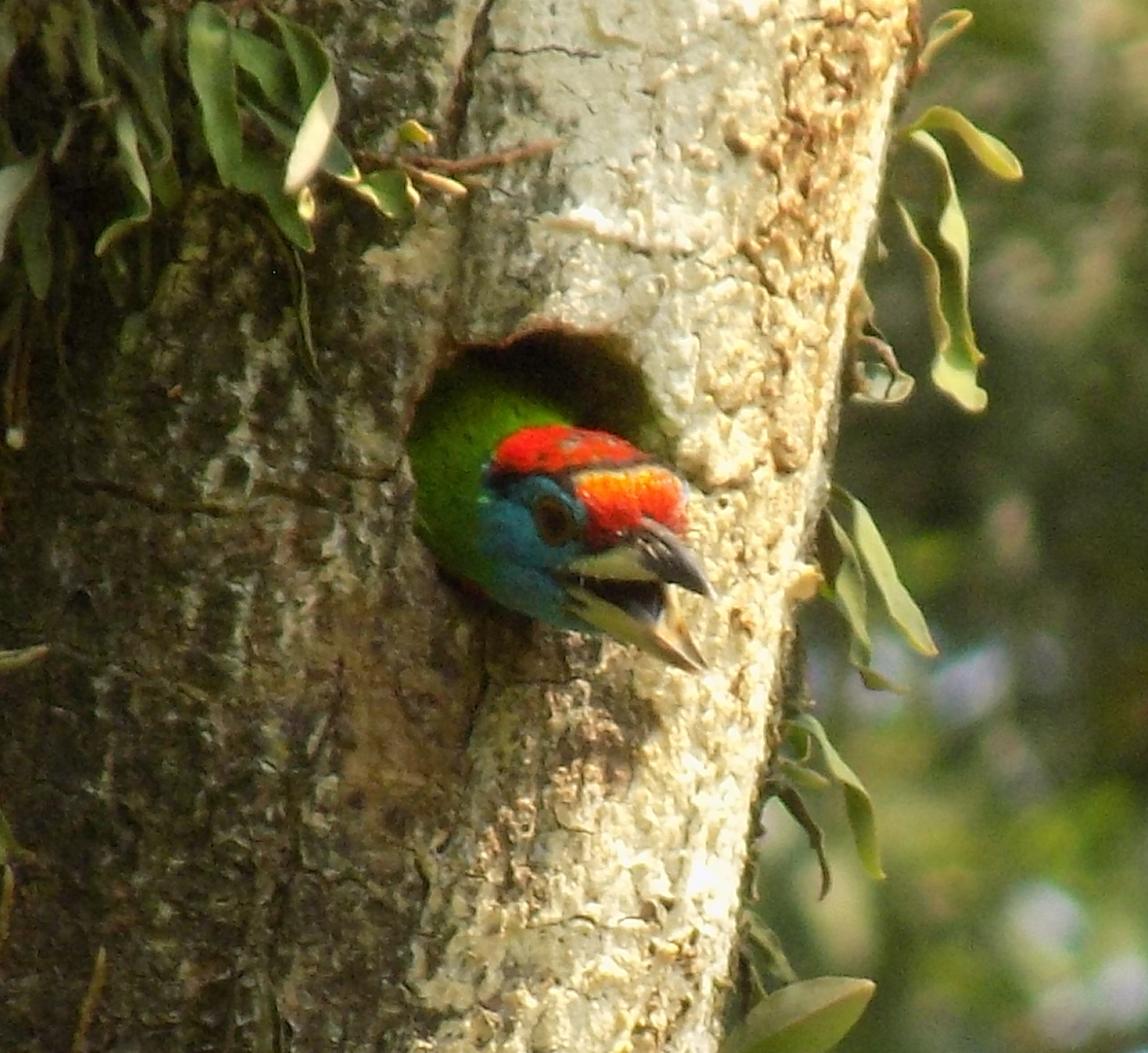
Pstrogłów niebieskolicy w gnieździe w drzewie

### Okres godowy
Toki: W okresie godowym samce regularnie oferują samicy pożywienie. Po dobraniu się w pary osobniki blisko siebie wydają dźwięki, kiwają i kręcą ogonem oraz głową. Tworzone pary są monogamiczne.
Gniazdo: Ma postać dziupli, która jest wykuwana przez samca i samicę w drzewie znajdującym się na ziemi uprawnej lub w lesie. Gniazdo jest wykuwane najczęściej na wysokości 3–6 metrów, w dolnej części poziomej lub pochyłej gałęzi. W Pakistanie zaobserwowano dziuple wykute w obumarłej sośnie (Pinus roxburghii) i figowcu (Ficus virens), jak również w wąwozie z płynącą wodą. Często przez kilka lat z rzędu to samo drzewo lub dziupla jest używana jako gniazdo, ptaki używają również starych dziupli wykutych przez dzięciołowate. Wejście do dziupli ma 4–7 cm średnicy, prowadzi do wiodącego w dół tunelu o długości 10–30 cm. Najdalsze miejsce tunelu, przeznaczone do składania jaj, ma 10–15 cm średnicy, jest czasami wyścielone zrębkami drewna, wełną lub trawami.

### Okres lęgowy
Jaja: Samica składa od 2 do 5, ale najczęściej 3–4 białe jaja, które są wydłużone, owalne, mają cienką skorupkę i drobny połysk. Rozmiar jaj zbadanych w Indiach wynosił średnio 27,8 × 20,5 mm, w północno-wschodnich Indiach – średnio 29,2 × 21 mm, a w Mjanmie – 29,62 × 20,29 mm.
Wysiadywanie: Oboje rodzice wysiadują jaja. Okres inkubacji jaj trwa 14 dni. Jaja nigdy nie są pozostawione bez opieki, jeden z rodziców zawsze przy nich jest. Lęgi występują w okresie marzec–lipiec, składanie jaj następuje w maju. W ciągu roku mogą wystąpić dwa lęgi.
Pisklęta: Są karmione przez oboje rodziców.

## Status zagrożenia
Pstrogłów niebieskolicy występuje na bardzo dużym obszarze (BirdLife International podaje EOO – 4,02 mln km²), a jego populacja nie wydaje się zbliżać do kryteriów gatunków zagrożonych, dlatego w Czerwonej księdze gatunków zagrożonych IUCN został zakwalifikowany jako gatunek najmniejszej troski (LC – Least Concern). Liczba osobników światowej populacji nie została oszacowana, ale ptak ten opisywany jest jako pospolity w większości swego zasięgu lęgowego. Nie podjęto żadnych działań ochronnych gatunku. Ze względu na brak dowodów na spadki liczebności bądź istotne zagrożenia dla gatunku, BirdLife International ocenia trend populacji jako prawdopodobnie stabilny. Zasięg występowania gatunku powiększa się w Pakistanie, gdzie zamieszkuje wzgórza Murree.
Główne zagrożenia dla tego gatunku to wylesianie, niszczenie siedlisk i handel tym zwierzęciem.

### Występowanie na obszarach chronionych
Gatunek zamieszkuje wiele obszarów chronionych i parków narodowych, w tym:
- Rezerwat przyrody Kedarnath
- Rezerwat przyrody Eaglenest
- Rezerwat przyrody Mehao
- Rezerwat przyrody Dehing Patkai
- Rezerwat przyrody Nongkhyllem
- Park Narodowy Nameri
- Park Narodowy Phu Suan Sai
- Park Narodowy Doi Pha Hom Pok
- Park Narodowy Nam Nao
- Park Narodowy Kaeng Krachan
- Park Narodowy Jima Corbetta
- Park Narodowy Kaziranga
- Park Narodowy Keibul Lamjao
- Park Narodowy Gjepo Manas
- Park Narodowy Ćitwan

## Możliwości obserwacji
Górna część głowy jest czerwona, występuje na niej czarna linia. Głowa i gardło jest w większości niebieskie. Ptak o przeważnie zielonym upierzeniu, z masywnym dziobem i krótkim ogonem. Wszystkie sympatryczne gatunki pstrogłowów mają żółtą część głowy, która nie występuje u pstrogłowa niebieskolicego. U pstrogłowa czarnowąsego (Psilopogon incognitus) na policzku występuje czarna linia, nie posiada on również czarnej linii na górniej części głowy, która jest mniej czerwona. Pstrogłów czarnouchy (Psilopogon duvaucelii) jest mniejszy, bez czerwonego koloru na czubku głowy; zwykle występuje na mniejszych wysokościach.
Najczęściej można go spotkać w koronach drzew z owocami.